# Kate Emery Sanborn
Kate Emery Sanborn, spätere Jones, (* 1860 in den USA; † unbekannt) war eine US-amerikanische Bibliothekarin. Sanborn arbeitete von 1883 bis 1891 als Assistent von Charles Cutter im Boston Athenæum. Sie wechselte danach als Katalogisiererin in der Mercantile Library nach St. Louis. Dort wurde sie 1892 von Charles Cutter mit der Erweiterung der ersten Version der Cutter-Tabelle beauftragt. Versionen ihrer als Cutter-Sanborn Notation bekannten Klassifikation sind bis heute gebräuchlich.